# Lamborghini Gallardo LP550-2 Valentino Balboni

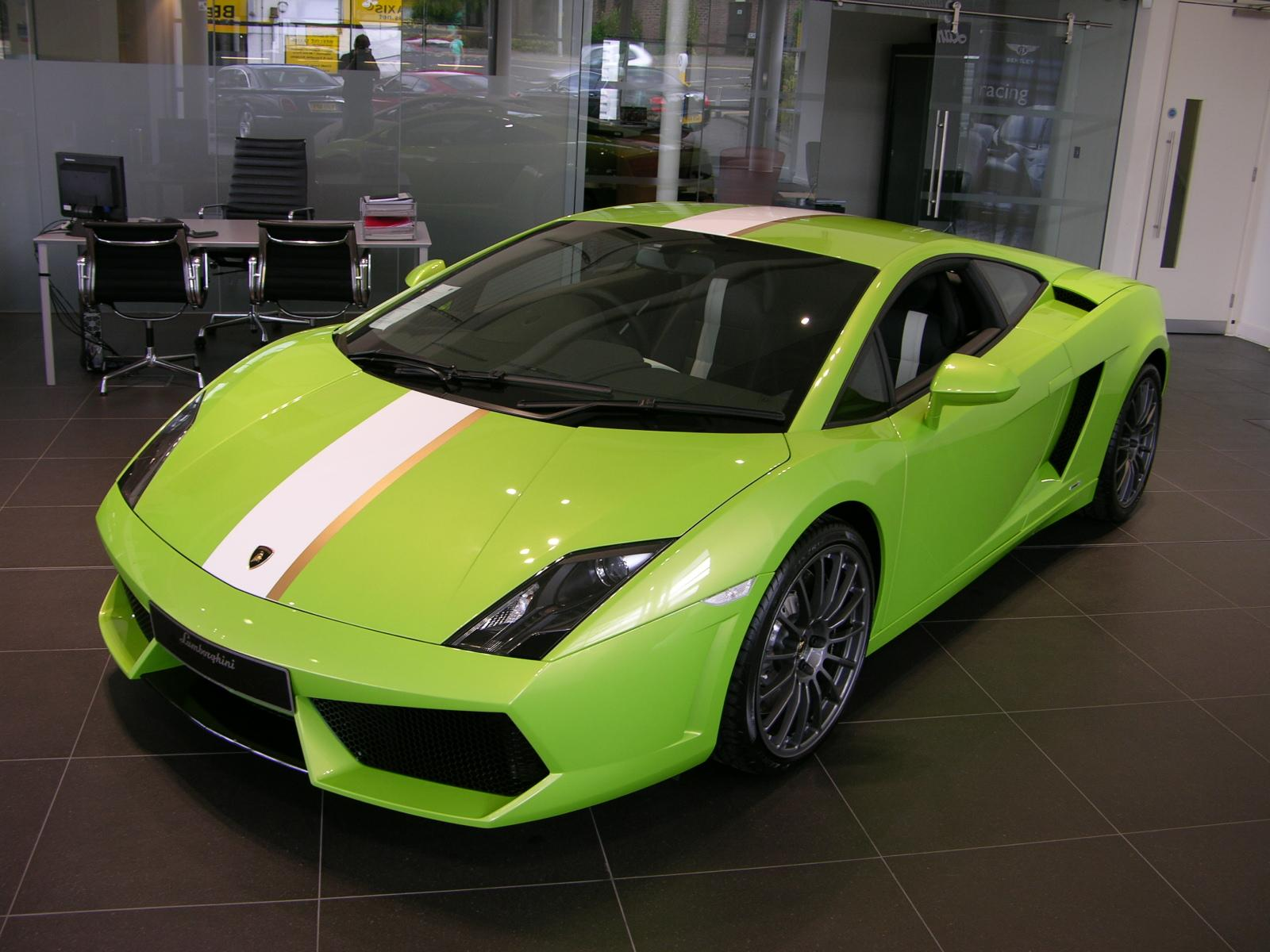
Lamborghini Gallardo LP 550-2 Valentino Balboni

De Lamborghini Gallardo LP550-2 Valentino Balboni is een creatie van het automerk Lamborghini. De LP550-2 is gebaseerd op de Lamborghini Gallardo. Het verschil tussen de standaard Gallardo en de LP550-2 zit in de aandrijving. Een Gallardo heeft vierwielaandrijving.
De LP550-2 wordt aangedreven via de achterwielen. De auto is als afscheidscadeau voor Valentino Balboni gemaakt. Balboni was sinds 1967 testrijder voor Lamborghini. Officieel is hij met pensioen, maar dat geldt alleen voor zijn functie als testrijder. Tegenwoordig reist hij de wereld over als ambassadeur voor Lamborghini. De auto wordt in een beperkte oplage van 250 stuks geproduceerd. Deze speciale Gallardo is geproduceerd hoe Balboni de ultieme Lamborghini wou. 

## Specificaties
De Lamborghini Gallardo LP550-2 Valentino Balboni heeft een iets minder krachtige versie van de 5,2-liter-V10-motor uit de LP560-2. Deze levert nu 405 kW (550 pk). De auto kan optrekken van 0 tot 100 km/uur in 3,9 seconden. De topsnelheid is 320 km/u. De LP550-2 weegt 1.470 kg, dat is 30 kg minder dan de standaard Gallardo. De uitstoot bedraagt 315 gram CO2 per kilometer.

## Bijzonderheden
De LP550-2 Valentino Balboni is leverbaar in acht lakkleuren: Grigio Telesto, Verde Ithaca, Grigio Thalasso, Blu Caelum, Nero Noctis en Arancio Borealis. Elk model heeft echter een witte striping in de lengte. Naast de brede witte baan loopt een smalle goudkleurige streep. 
De stoelen zijn bekleed met zwart leder met eveneens een witte striping. De middenconsole is bekleed met polar wit leder. Op het linker portier prijkt de handtekening van Valentino Balboni, met daaronder het serienummer van de auto.
Verder kan men kiezen voor zowel een bi- als tricolore-kleurenschema. Het eerste houdt in dat de A-stijl, het dak, de c-stijl en het gedeelte boven de motor volledig in het zwart zijn uitgevoerd, terwijl de rest van de carrosserie een andere kleur heeft. De Tricolore heeft dezelfde striping als de gewone LP550-2, maar dan in de kleuren van de Italiaanse vlag.
Men kan kiezen in een E-Gear versnellingsbak met schakelflippers, of in een 6-traps handmatige versnellingsbak.